# Pilar Francesch i Ventalló
Pilar Francesch i Ventalló (Barcelona, 1941) és una escultora catalana.

## Biografia
Va estudiar a l'Escola Massana on es va especialitzar en escultura i esmalt, i a on va impartir més tard classes. Ha realitzat diverses exposicions en diferents localitats de Catalunya. El 1981 va realitzar un bust del rei Joan Carles I por encàrrec del l'Ajuntament de Barcelona. Una de les seves obres més famoses és Serena (1964), situada en el peristil dels Jardins de Joan Maragall de Barcelona, una còpia de la qual va ser posada a l'entrada de l'escola Massana.